# Nikolaï Orlov (herpétologiste)
Pour les articles homonymes, voir Orlov et Nikolaï Orlov.
Nikolaï Liutsianovitch Orlov est un herpétologiste russe né en 1952.
Il travaille au département d'herpétologie de l'institut de zoologie de l'Académie des sciences à Saint-Pétersbourg.

## Taxons nommés en son honneur
- Rhacophorus orlovi Ziegler & Köhler, 2001
- Vipera orlovi Tuniyev & Ostrovskikh, 2001
- Bronchocela orlovi Hallermann, 2004

## Espèces décrites
- Amolops spinapectoralis
- Boiga bengkuluensis
- Boiga tanahjampeana
- Boiga ranawanei
- Cyrtodactylus darevskii
- Cyrtodactylus khammouanensis
- Cyrtodactylus multiporus
- Cyrtodactylus spelaeus
- Gekko ulikovskii
- Goniurosaurus bawanglingensis
- Gonydactylus markuscombaii
- Gonydactylus martinstolli
- Gracixalus supercornutus
- Kurixalus ananjevae
- Kurixalus baliogaster
- Leptobrachium banae
- Leptobrachium ngoclinhense
- Leptobrachium xanthospilum
- Leptolalax nahangensis
- Leptolalax sungi
- Leptolalax tuberosus
- Natrix megalocephala
- Rana attigua
- Rana bacboensis
- Rana banaorum
- Rana daorum
- Rana hmongorum
- Rana megatympanum
- Rana morafkai
- Rana trankieni